# Confine tra Laos e Vietnam
Il confine tra il Laos e il Vietnam ha una lunghezza di 2161 km e va dal triplice confine con la Cina a nord fino al triplice confine con la Cambogia a sud.

## Descrizione
Il confine inizia a nord al triplice confine con la Cina e procede via terra in direzione sud-est. Poi vira a ovest, utilizzando brevemente il fiume Nam Sam, prima di virare bruscamente verso sud-est per seguire la Catena Annamita e, per un periodo, il fiume Sepon, terminando al triplice confine cambogiano.

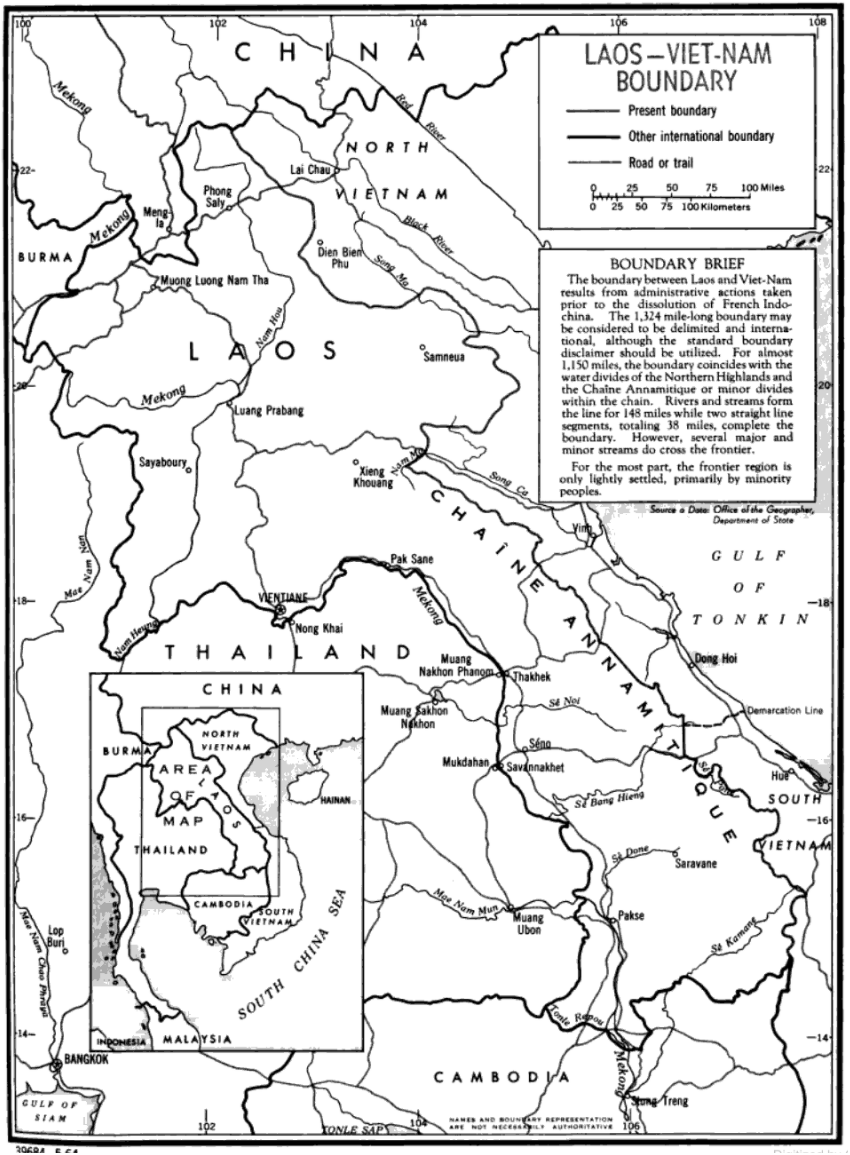
Mappa del confine Laos-Vietnam

## Storia

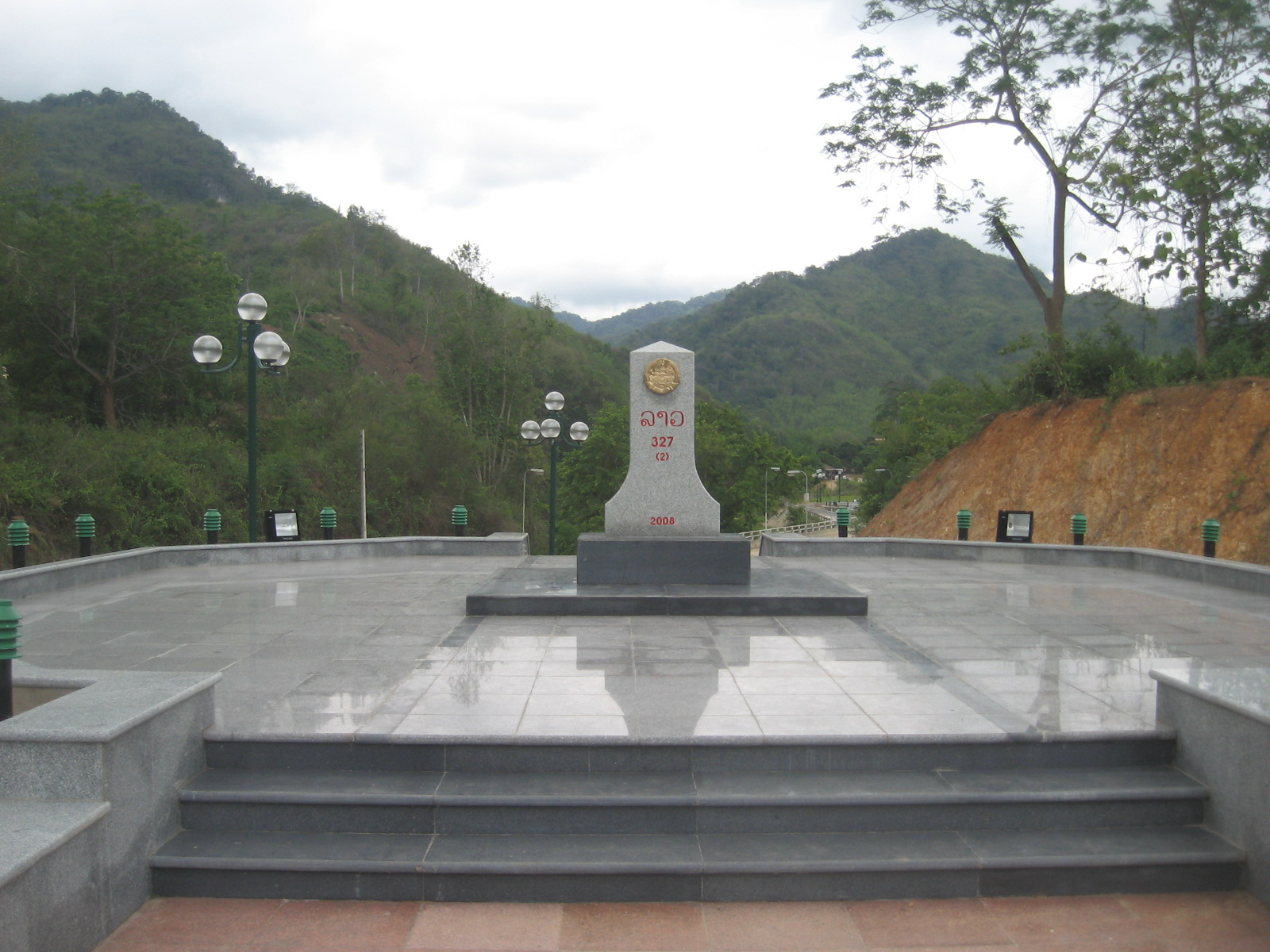
Un indicatore di confine a Nậm Xôi

Storicamente la catena annamita ha formato un confine naturale tra i regni vietnamiti a est e i regni Lao, Thai e Khmer a ovest. Dal 1860 la Francia iniziò a stabilire una presenza nella regione, inizialmente in Cambogia e Vietnam con la creazione dell'Indocina francese nel 1887. Il Laos faceva parte del Regno del Siam (l'antico nome della Thailandia), ma fu annessa all'Indocina francese nel 1893 in seguito alla guerra franco-siamese. La data precisa della delimitazione della frontiera non è chiara; l'International Boundary Study afferma che "La base giuridica del confine Laos-Viet-Nam deriva probabilmente da antichi trattati e usanze modificate o rese più specifiche dai decreti dell'amministrazione indocinese". Parte del confine fu delimitata nel 1916 in seguito a una disputa e durante il periodo coloniale furono redatte delle mappe francesi che vennero utilizzate come base per il successivo confine internazionale.
Il Laos ottenne una parziale indipendenza dalla Francia nel 1949, ottenendo la completa indipendenza nel 1953, seguito dal Vietnam nel 1954. Il Vietnam venne suddiviso in Vietnam del Nord e Sud separati da una zona demilitarizzata vietnamita, con il Laos confinante con entrambe le entità. Durante la guerra del Vietnam il confine fu attraversato dalle linee di rifornimento dei vietcong, in particolare l'Ho Chi Minh Trail, causando i pesanti bombardamenti delle forze americane. Dopo la vittoria dei comunisti nel 1975 sia in Vietnam che in Laos, fu firmato nel 1976 un trattato di confine basato sulla linea di confine dell'era coloniale. Nel periodo 1979-1984 avvenne la demarcazione del terreno, mentre alcune piccole modifiche al confine furono apportate nel 1986.

## Valichi di frontiera
Ci sono diversi valichi di frontiera:
- Sop Hun (Laos) - Tay Trang (Vietnam)
- Na Maew (Laos) - Nậm Xôi (Vietnam)
- Nam Can (Laos) - Nam Khan (Vietnam)
- Nam Phao (Laos) - Cau Treo (Vietnam)
- Dansavanh (Laos) - Lao Bảo (Vietnam)
- Bo Y (Laos) - Ngoc Hoi (Vietnam)
- Cha Lo (Laos) - Napao (Vietnam)